# 안성 봉덕사 목조여래좌상
안성 봉덕사 목조여래좌상(安城 鳳德寺 木造如來坐像)은 대한민국 경기도 안성시 봉덕사에 있는 불상이다. 2014년 7월 8일 경기도의 유형문화재 제290호로 지정되었다.

## 개요
안성 봉덕사 목조여래좌상은 1666년(현종 7)에 수화승 금문과 법림 등이 제작한 불상으로 이목구비가 작고 단정하다. 본존을 중심으로 양 협시보살입상이 배치된 삼존상 형태로 머리 정상부에 좁은 원통형의 정상계주가 있고, 이마 위쪽에는 아주 낮은 반원형의 중간계주를 표현하였다. 신체는 두꺼운 옷에 가려져 입체감이 표현되지 않았고 수인은 항마촉지인을 하고 있다. 조성발원문 1종과 개금·중수발원문 2종 등의 복장물을 통해 조성시기가 명확하게 밝혀졌고, 전제적인 형상이나 법의 처리 방식 등이 17세기 유행한 불상의 한 형식을 보여주고 있어 조선후기 불교조각사 연구에 중요한 학술적 가치가 있다.

## 참고 문헌
- 안성 봉덕사 목조여래좌상 - 국가유산청 국가유산포털